# Acalypha rubrinervis
Acalypha rubrinervis ist eine ausgestorbene Pflanzenart aus der Familie der Wolfsmilchgewächse. Sie war endemisch auf St. Helena.

## Systematik
Acalypha rubrinervis wurde erstmals 1816 von William Roxburgh als Acalypha rubra beschrieben. Dieser Name ist jedoch präokkupiert und damit ungültig. Er stellt ein jüngeres Homonym dar, weil Acalypha rubra bereits 1809 von Carl Ludwig Willdenow als synonyme Bezeichnung für Acalypha phleoides verwendet wurde.

## Beschreibung
Acalypha rubrinervis war ein Strauch oder kleiner Baum, der eine Wuchshöhe von ein bis zwei Metern erreichte. Die Äste waren mit höckerigen Vernarbungen bedeckt. Die Blätter waren eiförmig bis breit dreieckig-eiförmig, ganzrandig bis leicht gekerbt mit drei Adern an der Basis der Blattspreite. Die Blattspreite war 5 bis 7 Zentimeter lang und 3 bis 5 Zentimeter breit. Die 2 bis 6 Zentimeter langen Blattstiele und die Blattadern waren rot. Der anmutig hängende, fadenförmige männliche Blütenstand bestand aus 20 Zentimeter langen roten Ähren, denen die Art ihren englischen Trivialnamen „stringwood“ verdankt. Die weiblichen Blüten hatten zwei Zentimeter große halbkugelförmige, kappenförmige hellrote Tragblätter und einen stiellosen nackten dreikämmerigen Fruchtknoten. Es gab drei Narben, die etwas befiedert waren. Die männlichen Blüten waren 0,5 bis 1 mm lang und saßen traubenförmig in den Achseln der lanzettlichen Tragblätter. Die Blütezeit war im April und Mai.

## Vorkommen
Acalypha rubrinervis war endemisch im Zentralgebirge von St. Helena und kam in Höhenlagen oberhalb 600 m vor. Fundorte waren die Region von Round Tower und die von Dickicht dominierte Südseite des Diana’s Peak.

## Aussterben
Acalypha rubrinervis galt schon bei der Entdeckung im Jahre 1806 als sehr selten. Eine mögliche Ursache für das Verschwinden der Art waren Ziegen, die die Vegetation zerstörten. 1843 bemerkte Joseph Dalton Hooker, dass Acalypha rubrinervis ausgestorben sei. 1855 entdeckte John Charles Melliss jedoch noch ein weiteres Exemplar, das 1870 einging.